# Еглія
Еглія (Егель) (д/н — бл. 1670 до н. е.) — цар міста-держави Бібл близько 1690—1670 роках до н. е.

## Життєпис
Походив з династії Абішему. Син царя Абішему II. Посів трон близько 1690 року до н. е. після свого родича (за іншою версією — брата) Іпшемуабі II. В написах, зроблених давньоєгипетськими ієрогліфами значиться як Акарі (Акері).
Ймовірно Бібл зберігав широкі торгівельні відносини з сусідами та перебував у гарному економічному стані. Про це свідчать численні будівельні роботи в період Еглії. Повідомляється про зведення храму єгипетської богині Нут, побудованого з каменю і ліванського кедра.
В одному зі своїм напис цар Бібла просить богиню Нут і бога Гора наслати хворобу на якогось володаря, що образив, а йому і його синові надати здоров'я і благословення. В цей час Бібл перебував під зверхністю П'ятнадцятої династії.
Панував десь до 1670 року до н. е. Йому спадкував син Акай (втім це давньоєгипетський варіант імені, його власние, аморейське, ім'я невідоме). Той став останнім з відомих представників династії. Про нього знано, що панував десь до 1650 року до н.е. Іних відомостей немає.